# Steve Jenkins
Pour les articles homonymes, voir Jenkins.
Stephen Robert Jenkins (né le 16 juillet 1972 à Merthyr Tydfil) est un footballeur international gallois devenu entraîneur.

## Carrière

### Club
Déjà entraîneur-joueur à Newport County entre 2006 et 2009, c'est en tant qu'assistant d'Andy Legg, nouvel entraîneur, qu'il arrive au Llanelli AFC en mai 2009.

## Palmarès
Llanelli AFC
- Welsh Premier League
  - Vice-champion : 2009 et 2010